# Света Петка (Пещера)
Храм „Света Петка“ е българска православна църква, посветена на света Петка Българска, намираща се в южния край на град Пещера, в района на часовниковата кула „Сахата“.

## История на храма
Старинната църква е построена в периода 1690 – 1710 г. и е осветена от пловдивския митрополит Григорий Дамаскин, по всяка вероятност през 1711 г. Първоначалната ѝ сграда е била значително по-малка и както възстановената след пожара от 16 юни 1902 г. (по други сведения това се е случило през 1901) е вкопана в земята (13 стъпки), съгласно изискванията на османските власти – „да не бъде по висока от феса на турчин яхнал кон“. Впоследствие през XIX век към църквата е изграден и манастирски метох. През 1902 г. най-старата църква в Пещера изгаря, по неизвестно какви причини. Но не след дълго, през 1902 г. (1901), на общоградското събрание се взима на решение за възстановяване на изгорялата до основи църква. Избрани са две комисии: една за събиране на дарения и друга по въпросите на строителството. Градежът започва през 1904 г., а храма е осветен е на 22 май 1905 г.
Ценни сведения за пещерската църква са описани в книгата на възрожденеца Стефан Захариев – „Географско – историко – статистическо описание на Татарпазарджишката кааза“, издадена във Виена през 1870 г. Според автора на изследванията:
| „ | В тая черкова се намира и чудотворната икона на Св. Петка, дето на 4-ти Октомврия става тържество, та много поклоници отиватъ отъ градътъ и от селата, най-вече които страдат отъ очеболие и чудѣсно се исцѣляват. Тая икона в завоеванието като развалили турците старата голѣма черкова Св. Петка (на която развалините стоят из вѫн селото) нѣкой свещенникъ ѩ скрилъ въ една отъ близките длъбоки пещери, та преди 120 години нѣкой Турчинъ отъ селото ѩ намѣрилъ тамо и ѩ занѣсълъ у дома си за да ѩ продаде, но отъ едно страшно предвидѣние ся уплашил и посвятилъ кѫщатѫ си на Святицѫтѫ за черкова, която незабавно съградили Българите, дето и сега освѣнъ черквата и мѣтохътъ нема други християнски кѫщя, и понеже много Турци ся исцѣляватъ въ тая черкова, почитат ѩ съ благоговѣние. | “ |

Чудотворната икона на светицата се съхранява в пещерския храм.
Строежът е извършен от първомайстор Георги Ат. Катин. Иконостасът е изработен от студента Павел Д. Ташев от село Брестовица в периода от 1904 до 1905 г. Завършването на иконостаса е дело братята на свещеника В. Караджов, майстори от Дебърската школа през 1907 г. Иконите са нарисувани от местния художник Петър Ив. Стайков и Петър Зографски.

## Предания и легенди
Църквата „Св. Петка“ приема името и се явява наследник на стара средновековна църква на хълма Света Петка, която около 1865 г. вече е била в състояние на руини. Предполагаемото място на този старинен храм влиза в реставрираната крепост „Перистера“ и при него е възстановена църква във вид на кула, която също носи името на света Петка. Налична е и една легенда, разказваща, че на мястото на пещерската църква е имало черничева градина и под едно от дърветата била намерена чудотворна иконата, а целебният извор (аязмо) бил разположен под нея. Ликът на света Петка бил донесен от Търновско след разрушаването на местния храм, разположен на хълма Св. Петка и неизвестна ръка оставила иконата на дървото. За кратко време славата на иконата и извора се разнесла и така при християнското оброчище, с надежда за изцеление, започнали да идват много поклонници, които преспивали на мястото и миели лицата и очите си.
Едно от преданията за чудодейната сила на аязмото и иконата на светицата лечителка разправя за изцелението на детето на татарпазарджишкия валия. Съществува мнение, че чудесата в това свято място не са изявяват само в легендите, а продължили да се случват и в по-нови времена. Така например при пожара през 1902 г. иконата на лечителката света Петка не изгоряла в пламъците на пожара, като се пази до днес. Спасяваването ѝ е отново по чудодеен начин – била е намерена у едно семейство турци, без да е известно някому как се е озовала там.
Последното чудо е свързано с излизането на бял свят на чудотворния извор, след като в продължение на повече от сто години е бил пресушен. По време на ремонт на стария дървен под на църквата, предприет от свещеника на храма – отец Димитър, под изгнилото дюшеме открили мраморен камък, а под него, след като разровили, бликнала отново светата вода. Това се случва седмица преди Гергьовден в 2012 г. или точно сто и седем години след освещаването на храма през 1905 г. През 2012 г. е извършено ново обновяване на църквата.